# Губенко, Николай Дмитриевич
Николай Дмитриевич Губенко (4 октября 1930, Ясиноватая — неизвестно, неизвестно) — слесарь вагонного депо Ясиноватая Донецкой железной дороги, Герой Социалистического Труда (1977).

## Биография
Родился 4 октября 1930 года в городе Ясиноватая (ныне Донецкой области) в семье железнодорожника.
Окончил 7 классов школы и с 24 октября 1944 года начал работать учеником слесаря в вагонном депо Ясиноватая. С 1945 года — слесарь по ремонту станков и оборудования. Затем переведён в контейнерный цех, где была создана экспериментальная группа (позднее — бригада). Окончил вечернюю школу.
Автор 378 рационализаторских предложений и 5 изобретений. Предложил и изготовил полуавтоматическую линию по демонтажу колёсных пар, которая демонстрировалась на международной выставке «Железнодорожный транспорт — 1977», поточную линию ремонта колёсных пар на буксах с роликовыми подшипниками, стационарный многошпиндельный гайковёрт для монтажа и демонтажа букс. Вместе с товарищами создал автоматическое устройство для мойки корпусов букс железнодорожных вагонов, машину для их ремонта, полуавтоматическую линию ремонта буксового узла и много других усовершенствований. Общий экономический эффект от его рационализаторских предложений составил 17 миллионов рублей.
Указом Президиума Верховного Совета СССР от 13 мая 1977 года за выдающихся успехи, достигнутые в выполнении плановых заданий на 1976 год и принятых социалистических обязательств, присвоено звание Героя Социалистического Труда.
Продолжал работать в депо до выхода на пенсию.
Его именем назван электровоз ВЛ8М-595.
Дата смерти пока не выяснена.

## Награды
- медаль «Серп и Молот» (13.05.1977);
- дважды орден Ленина (04.05.1971; 13.05.1977);
- Заслуженный рационализатор Украинской ССР (1970);
- Государственная премия Украинской ССР в области науки и техники (22.12.1973) — за разработку и внедрение новой технологии и комплекса машин для ремонта железнодорожных вагонов;
- Орден Трудового Красного Знамени (28.02.1974);
- Малая золотая медаль ВДНХ;
- значок «Почётный железнодорожник».
- медали.